# لائیسیته

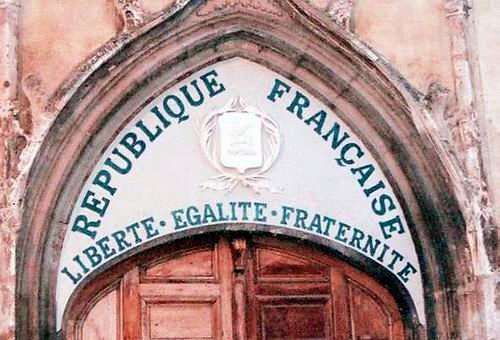
شعار جمهوری فرانسه بر سردر یک کلیسا پس از مبنی بر جدایی دین و دولت.

سکولاریسم در فرانسه یا لائیسیته (به فرانسوی: laïcité) به دخالت نکردن دین در امور دولتی گفته می‌شود همان‌طور که دولت در امور دینی دخالت نمی‌کند. سکولاریسم فرانسوی سرگذشت طولانی دارد اما رژیم کنونی بر اساس قانون ۱۹۰۵ فرانسه برای تفکیک کلیساها و دولت است. در طول قرن بیستم مفهوم لائیسیته از مفهوم اصلی اش (عدم مداخله دین و سیاست) به معنای برابری همه ادیان تغییر و گسترش یافت، اگرچه تفسیری محدودتر از این اصطلاح پس از سال ۲۰۰۴ ارائه شد. واژه‌نامه‌ها معمولاً laïcité را به سکولاریته یا سکولاریسم ترجمه می‌کنند اگرچه گاهی رقیبان مخالف لائیسیته آن را در ترجمه زبان انگلیسی به laicity و laicism نیز تغییر دادند. در حالی که این اصطلاح در سال ۱۸۷۱ در مجادله حذف مبلغان و دستورهای دینی و مذهبی از مدارس ابتدایی ابداع شد اما تاریخ اصطلاح لائیسیته به ۱۸۴۲ بر می‌گردد.
در تصویب قطعی و رسمی آن، لائیسیته قاعده اصلی جدایی کلیسا (یا دین) و دولت است. در ریشه‌شناسی واژه‌ها، laïcité اسمی ست که با افزودن پسوند -ité(در انگلیسی -ity و در لاتین -itās) به صفت لاتینی lāicus ایجاد شده، واژه‌ای بیگانه از زبان یونانی، λᾱϊκός با تلفظ lāïkós به معنی «از مردم» و «عامی»، صفتی که از اسم λᾱός با تلفظ lāós به معنی «مردم» می‌آید.

## لائیسیته در منابع فارسی
لائیسیته مفهومی سیاسی است که بر حسب آن، از یک‌سو، دولت (به معنای État یا State که شامل سه قوای مقننه، اجرایی و قضائی می‌شود) و بخش عمومی (Sphère publique) از هیچ دینی پیروی نمی‌کنند و از سوی دیگر، دین، با برخورداری از همهٔ آزادی‌ها در جامعهٔ مدنی، هیچ قدرت سیاسی ای اعمال نمی‌کند.
لائیسیته از زبان یونانی گرفته شده‌است. اگر بخواهیم تعریفی از آن ارائه دهیم می‌توان گفت: «دولت (در معنای بالا) که از هیچ دینی پیروی نمی‌کند و دین در جامعه مدنی آزادانه به فعالیت می‌پردازد اما دین در سیاست هیچ‌گونه قدرتی اعمال نمی‌کند». این مفهوم ریشه در نوشتارهای روشنگرانی مانند دنیس دیدرو، ولتر، جان لاک، پدران بنیانگذار ایالات متحده مانند جیمز مدیسون، توماس جفرسون، توماس پین و در فرانسه از طریق قانون‌های ژول فری (Jules Ferry) و در نوشتارهای آزاداندیشان، ندانم‌گویان و بی‌خدایان مدرن همچون برتراند راسل، رابرت اینگرسول و سم هریس دارد.
صفت «laïque» در فرانسوی که ابتدا متضاد «clérical» بود، می‌تواند به معنی مستقل از سلطه مذهب هم به کار رود.

## بحث و مجادله
واژه لائیسیته از اواخر قرن نوزدهم برای تحقق آزادی نهادهای عمومی به ویژه مدارس ابتدایی و اصلی از نفوذ کلیسای کاتولیک در کشورهایی که کلیسا نفوذ خود را در آن‌ها حفظ کرده بود استفاده شده‌است. امروزه، این راه‌کار دیگر تحرک‌های دینی و مذهبی را به همین صورت پوشش می‌دهد.
حامیان معتقدند که سکولاریسم دولتی فرانسوی بر اساس احترام به آزادی اندیشه و آزادی ادیان است. بدین سان نبودن یک دین رسمی و پیرو آن جدایی دولت و کلیسا به عنوان یک پیش نیاز برای آزادی اندیشه توسط حامیان مطرح می‌شود. حامیان طرفدار این هستند که لائیسیته و ضدروحانی‌گری که به صورت فعال با نفوذ دین و مذهب و روحانیون در بین مردم مخالفت می‌کند دو چیز کاملاً متفاوت هستند. لائیسیته بر جدایی بین زندگی شخصی (جایی که حامیان لائیسیته معتقدند دین به آنجا تعلق دارد) و گستره همگانی (که به اعتقاد حامیان هر شخص باید به عنوان یک شهروند برابر با دیگر شهروندان حضور داشته باشد به دور از هر گونه وابستگی‌های نژادی، مذهبی یا غیره) متکی و پایبند است. با توجه به این راه‌کار دولت می‌بایست از اشغال کردن (اتخاذ و اشتغال) پست‌ها و مقام‌ها بر اساس نظریه‌ها، آموزه‌ها و اصول مذهبی (دکترین مذهبی) خودداری کرده و به عناوین دینی تنها به خاطر دست‌آوردهای مفیدشان بر زندگی و حیات شهروندان توجه کند.
حامیان استدلال می‌کنند که خود لائیسیته نمی‌بایست بر هیچ دشمنی ای بین دولت با احترام به دین دلالت داشته باشد. این موضوع به عنوان یک باور به بهترین شکل این‌گونه توصیف می‌شود که دولت و مسائل سیاسی از سازمان‌ها و مسائل دینی و مذهبی به صورت مجزا حفظ شوند (تا زمانی که دومی پیامدهای اجتماعی قابل توجهی نداشته باشد). این راهکار هم برای حفاظت از دولت در برابر هرگونه نفوذ سازمان‌های مذهبی، و هم برای حفاظت از دین در برابر جنگ‌ها و مجادله‌های سیاسی تعریف و محقق شده‌است.
منتقدان لائیسیته استدلال می‌کنند که این تغییر شکل پنهانی همان ضدروحانی‌گری است و تجاوز به حقوق شخصی برای ابراز عقیده مذهبی، و اینکه به جای تبلیغ برای آزادی اندیشه و آزادی دین، این راه‌کار، متدین را از رسیدگی و توجه به دینش منع می‌کند.
انتقاد دیگر این است که در کشورهایی که به صورت تاریخی بواسطه یک سنت دینی و مذهبی کنترل شده‌اند، رسماً دوری کردن از پست‌ها و مقام‌ها بر اساس مسائل مذهبی، به سنت مذهبی حکومت کشوری مرتبط لطف می‌کند. حتی در جمهوری پنجم کنونی فرانسه (۱۹۵۸ به بعد)، اعیاد مدارس اکثراً سال نیایشی (علم العباداتی) مسیحی را دنبال می‌کند، با این حال روزهای عید پاک با عید بهار جایگزین شده‌اند که بسته به میل تقویم نیایشی ممکن است شامل عید پاک بشود یا نشود. به هر حال مدارس برای تعطیلات (اعیاد یا همان روزهای مقدس) مهم در ادیان ویژه غیراکثریت به دانش آموزان مرخصی می‌دهند، و فهرست‌های غذایی سرو شده در مدارس متوسطه فرانسه توجه ویژه‌ای به این موضوع دارند که هر شخص متدین ممکن است به محدودیت‌های ویژه برای پرهیزهای غذایی در دینش توجه داشته باشد. در مقابل نفوذ سنتی فستیوال‌های مسیحی، متخصصین آموزشی در همکاری با نیروی فروشگاهی و بازار، اغلب، ارجاع‌ها به بابا نوئل، ولنتاین و هالووین را تبلیغ می‌کنند، به ویژه در سطح مدارس ابتدایی.
دیگر کشورهایی که مدل فرانسه را دنبال می‌کنند، شکل‌هایی از لائیسیته دارند، مثل مکزیک و ترکیه.

## سکولاریسم دولتی در دیگر کشورها

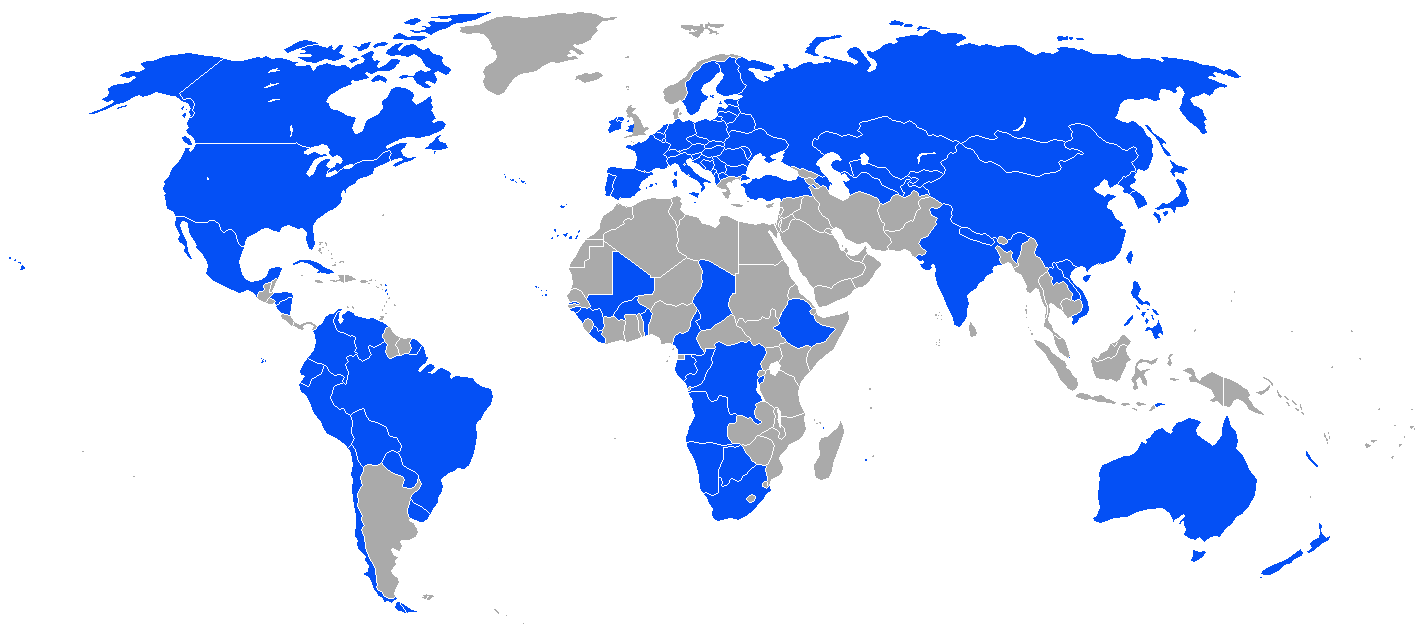
کشورهای سکولار در جهان امروز با رنگ آبی مشخص شده‌اند.

### بلژیک
در بلژیک لائیسیته اشاره به جدایی دولت از کلیسا دارد اگرچه تحت قانون اساسی بلژیک وزرای مذهب با بودجه دولتی پرداخت می‌شوند.

### ترکیه
نظام ترکیه متعهد به اصول لائیک است. رئیس‌جمهور منتخب این کشور حق ندارد از اصول نظام لائیک تخطی کند و در صورت جهت‌گیری مذهبی در تصمیمات سیاسی، اصول اساسی نظام سیاسی ترکیه را نقض کرده‌است. در توجیه کودتاهای اخیر، ارتش ترکیه به تخلف نقض اصول لائیک توسط دولت منتخب استناد کرده‌است.

### استان کبک کانادا
استان کبک کانادا تحت تأثیر لائیسیته فرانسه از دهه ۱۹۶۰ قرار گرفته‌است. تا پیش از آن کبک به عنوان یک جامعه بسیار کاتولیک مشاهده می‌شد؛ یعنی باور کاتولیک در واقع دین دولتی بود. سپس کبک وارد دوره سکولاریزم سریع به نام «انقلاب آرام» شد. سیاستمداران کبک، تمایل به درک بیشتری از سکولاریسم اروپایی پیدا کردند که در سایر نقاط کانادا گسترش یافت. این موضوع در جریان گفتگو دربارهٔ آنچه قانون «اقامت منطقی» نامیده شد برای حفاظت از حقوق اقلیت‌های مذهبی در نظر گرفته شد.